# Tang Dynasty (groupe)
Pour les articles homonymes, voir Dynastie Tang.
Tang Dynasty (唐朝， tángcháo, Tang Chao), est un groupe de rock et heavy metal chinois, originaire de Pékin. Il inclut dans ses mouvances l'ethno-rock et le metal progressif. Le groupe est souvent accrédité comme étant le premier groupe de rock chinois à passer au heavy metal.

## Biographie
Tang Dynasty se popularise grâce à son premier album A Dream Return to Tang Dynasty (1991-1992). L'album se vend à officiellement à deux millions d'exemplaires en Asie. En 1991, le groupe publie sa version metal/rock version de L'Internationale.
Le bassiste Zhang Ju, meurt le 11 mai 1995 après avoir heurté un camion en moto sur l'autoroute de Zizhuqiao à l'ouest de Pékin. Gu Zhong devient le bassiste, mais Liu Yijun quitte le groupe en août. Le membre fondateur Kaiser Kuo, un sino-américain qui formera les groupes Ding Wu et Zhang Ju en 1988, se joint à eux comme guitariste en août 1996.
Leur deuxième album, Epic, est publié en 1998, sept ans après leur premier opus. Kuo se sépare encore de Tang Dynasty en juin 1999 et forme plus tard le groupe Spring and Autumn (Chunqiu). Kuo est remplacé par l'ancien chanteur d'Iron Kite, Yu Yang, et est rejoint par le guitariste Chen Lei à la fin de 2000. Après quelques changements de formation, Lao Wu se joint au groupe en 2002.
Tang Dynasty publie son troisième album Romantic Knight (浪漫騎士, Làngmàn Qíshì) en 2008. Tang Dynasty apparaît dans le documentaire de Sam Dunn, Global Metal, plus tard dans l'année. En janvier 2009, Lao Wu annonce son départ, encore, pour des « raisons personnelles » ; il travaillera plus tard avec un groupe de rock néoclassique autrichien. Le chanteur Ding le remplacera comme second guitariste. En février 2010, Ding Wu annonce un quatrième album pour l'année

## Membres

### Membres actuels
- Ding Wu – chant, guitare
- Zhao Nian – batterie, percussions
- Gu Zhong – basse
- Chen Lei – guitare

### Anciens membres
- Andrew Szabo – batterie
- Zhang Ju – basse (décédé)
- Kaiser Kuo – guitare
- Yu Yang – guitare
- Liu « Lao Wu » Yijun – guitare
- Bob Mitchell (Bao Ming) - clavier

## Discographie

### Compilation
- 1997 : Goodbye Zhangju (再见张炬)
- 2005 : Gift / The Ten Years Memorial Edition of Zhang Ju's Passover (礼物 / 张炬逝世十年纪念合辑)